# Émile Combes
Émile Combes (Roquecourbe, 1835 – 1921) foi um político francês. Ocupou o cargo de primeiro-ministro da França, entre 7 de Junho de 1902 a 24 de Janeiro de 1905.

### Relações com a Igreja
Combes foi, em juventude, seminarista católico. Porém, desde que lhe foi negada a ordenação, vinha alimentando uma grande anticlericalidade. Em sua gestão como primeiro-ministro, passou a nomear bispos sem consultar Roma. Quando Pio X se tornou papa, a França e o Vaticano estavam em pé de guerra.
Em 1905, pouco antes de sua saída do governo, ainda conseguiu levar à promulgação de uma lei revogando a Concordata de 1801 e separando o Estado da Igreja.